# 4 mars 1986
Le mardi 4 mars 1986 est le 63e jour de l'année 1986.

## Naissances
- Alexis Bœuf, biathlète et fondeur français
- Bohdan Shoust, joueur de football ukrainien
- Campbell Grayson, joueur de squash néo-zélandais
- Christoph Schweizer, coureur cycliste allemand
- Cyrille Heymans, cycliste luxembourgeois
- Dalton Castle, catcheur américain
- Johnny Monell, receveur de baseball
- Justin Keller, joueur de hockey sur glace canadien
- Lewis Evans, chanteur franco-britannique de pop/rock
- Manu Vatuvei, joueur de rugby
- Margo Harshman, actrice américaine
- Michael Olsson, coureur cycliste suédois
- Mike Krieger, entrepreneur et ingénieur en informatique brésilien
- Pablo Zeballos, footballeur paraguayen
- Park Min Young, actrice et mannequin sud-coréenne
- Pedro Quiñónez, joueur de football équatorien
- Srdjan Luchin, footballeur roumain
- Thomas Mesnier, homme politique français
- Tom de Mul, footballeur belge
- Yuka Masaki, chanteuse japonaise

## Décès
- Alexeï Baliasnikov (né le 4 février 1920), aviateur soviétique
- Ding Ling (née le 12 octobre 1904), écrivaine chinoise
- Elizabeth Smart (née le 27 décembre 1913), poétesse et romancière canadienne
- George Owen (né le 12 février 1901), joueur professionnel canadien de hockey sur glace
- Hans Gillesberger (né le 29 novembre 1909), chef de chœur autrichien
- Howard Greenfield (né le 15 mars 1936), compositeur et parolier américain
- Pedro Luis Raota (né le 26 avril 1934), photographe argentin
- Richard Manuel (né le 3 avril 1943), auteur-compositeur-interprète, acteur

## Événements
- Découverte des astéroïdes (3554) Amun et 7396 Brusin.